# Rivière Rémy
Pour les articles homonymes, voir Rémy.
La rivière Rémy est un affluent de la rive ouest de la partie inférieure de la rivière du Gouffre, coulant dans la municipalité de Saint-Urbain, dans la municipalité régionale de comté (MRC) de Charlevoix, dans la région administrative de la Capitale-Nationale, dans la province de Québec, au Canada.
La partie inférieure de cette vallée est surtout desservie par la route 381 (boulevard de Monseigneur-De Laval) laquelle remonte le cours de la rivière du Gouffre par la rive ouest. La partie intermédiaire est desservie par le chemin Saint-Thomas qui passe du côté sud de la rivière, ainsi que par le chemin du rang Saint-Jérôme qui coupe la rivière. La partie supérieure de cette vallée est desservi par quelques routes forestières secondaires. La sylviculture constitue la principale activité économique de cette vallée ; les activités récréo-touristiques, en second.
La surface de la partie inférieure de la rivière Rémy est généralement gelée du début de décembre jusqu'au début d'avril ; toutefois la circulation sécuritaire sur la glace se fait généralement de la mi-décembre jusqu'à la fin mars. Le niveau de l'eau de la rivière varie selon les saisons et les précipitations ; la crue printanière survient généralement en avril.

## Géographie
La rivière Rémy prend sa source à l'embouchure du lac Rémy (longueur : 0,27 km ; altitude : 401 m) lequel est enclavé entre les montagnes. Cette source de la rivière est située à :
- 4,4 km au sud du cours du Le Petit Bras ;
- 7,7 km au sud-ouest du centre du village de Saint-Urbain ;
- 9,3 km à l'est de l'embouchure de la rivière Rémy (confluence avec la rivière du Gouffre) ;
- 13,0 km au nord-ouest du centre-ville de Baie-Saint-Paul[1].

À partir de sa source, le cours de la rivière Rémy descend sur 13,6 km dans une vallée généralement encaissée, avec une dénivellation de 381 m, selon les segments suivants :
- 0,7 km vers le nord, jusqu'à un ruisseau (venant du sud-ouest) ;
- 3,5 km d'abord vers le nord sur 0,4 km, puis vers l'est en formant une petite boucle vers le sud-est, et en recueillant un ruisseau (venant du sud), jusqu'à un ruisseau (venant de l'ouest) ;
- 3,0 km vers l'est en en formant de petits serpentins, puis en traversant un lac (longueur : 0,6 km ; altitude : 328 m) et en recueillant un ruisseau (venant du nord), jusqu'à un autre ruisseau (venant du nord-ouest) ;
- 3,0 km vers le sud-est dans une vallée de plus en plus encaissée en dévalant la montagne, jusqu'à un ruisseau (venant du nord-ouest) ;
- 2,5 km vers le sud-est dans une vallée de plus en plus encaissée en dévalant la montagne, puis vers le nord-est jusqu'à la route 138 ;
- 0,9 km vers l'est en zone agricole en en formant deux boucles vers le sud, jusqu'à son embouchure[1].

La rivière Rémy se déverse sur la rive sud-ouest du Le Gros Bras, dans la municipalité de Saint-Urbain. Cette embouchure est située à :
- 0,5 km à l'est de la route 138 ;
- 2,4 km au sud-est du sommet de la montagne des Florent
- 7,3 km au sud-est du centre du village de Saint-Urbain ;
- km à l'ouest du centre du village de Saint-Hilarion ;
- 5,9 km au nord-ouest du centre-ville de Baie-Saint-Paul[1].

À partir de l'embouchure de la rivière Rémy, le courant descend sur 11,5 km avec une dénivellation de 16 m en suivant le cours de la rivière du Gouffre laquelle se déverse à Baie-Saint-Paul dans le fleuve Saint-Laurent.

## Toponymie
La plus ancienne mention écrite de cet hydronyme date de 1743, lors d'un acte d’attribution du lot 218 par le Séminaire de Québec à Antoine et Michel Tremblay ; cette mention dans l'acte s'avère un élément de bornage. Cette désignation toponymique parait aussi sur une carte tracée en 1751 par l'arpenteur royal de l'époque, Ignace Plamondon.
Dans La petite histoire de Charlevoix (1987), Léo Simard note «La Rémie: double appellation et à un moulin et à un rang, à quelques milles de Baie-Saint-Paul (route 138)». Malgré plusieurs recherches d'historiens, l’origine du toponyme "rivière Rémy" reste incertaine. Certains recherchistes, notamment Nérée Tremblay, auteur de St-Pierre et St-Paul de la Baie St-Paul (p. 269), le nom évoque le souvenir de Pierre Rémy (Paris, 1636 – Montréal, 1726), sulpicien arrivé en Nouvelle-France en 1672 et premier prêtre à recevoir l’ordination à Montréal des mains de Mgr Laval en 1676. Cette hypothèse semble la plus probable selon la Commission de toponymie du Québec. Pour l’abbé Jean-Paul Tremblay, auteur de La Baie-Saint-Paul et ses pionniers (p. 11), des terres sont connues sous des noms familiers dont « La Rhémy, du nom d’un ancien habitant, Rémi Tremblay ». Notons que l’abbé Tremblay fait mention d’une terre et non d’une rivière.
Le moulin à farine de la Rémy a été bâti sur deux étages par le Séminaire de Québec au cours des années 1826 et 1827. Plusieurs générations d'une famille Fortin, meuniers de père en fils, continuent d'exploiter ce moulin pendant plus d'un siècle et demi.
Principales variantes du nom officiel : Rivière de la Rémi, Rivière la Rémi, Rivière Rémi, Ruisseau Rémi (nom approuvé le 3 avril 1959), Ruisseau Rémy et Ruisseau Renay.
Le toponyme « rivière Rémy» a été officialisé le 29 août 1972 à la Banque des noms de lieux de la Commission de toponymie du Québec.